# Aulacoptera albilunalis
Aulacoptera albilunalis är en fjärilsart som beskrevs av George Francis Hampson 1912. Aulacoptera albilunalis ingår i släktet Aulacoptera och familjen Crambidae. Inga underarter finns listade i Catalogue of Life.